# Эвкалипт манноносный
Эвкалипт манноносный (лат. Eucalyptus mannifera) — вечнозеленое дерево, вид рода Эвкалипт (Eucalyptus) семейства Миртовые (Myrtaceae).

## Распространение и экология
В природе ареал охватывает юго-восток Австралии — северное и центральное плоскогорья Нового Южного Уэльса и восточные горы Виктории.
Выдерживает без повреждений кратковременные похолодания до -11… -10 °C; при продолжительных морозах в -12… -11° отмерзает до корня.
Обладает относительно быстрым ростом. В Адлере на легкой наносной почве за 4,5 года достиг в среднем высоты 12 м, при диаметре ствола 8—9 см, а отдельные экземпляры соответственно 16 м и 17 см.

## Ботаническое описание
Дерево высотой 45 м. Кора гладкая, белая, опадающая.
Молодые листья супротивные, в большом числе пар, сидячие или короткочерешковые, круглые, сердцевидные или широко эллиптические, длиной 3—9 см, шириной 3—6 см, сизые. Промежуточные листья очерёдные, на длинных черешках, круглые или широко ланцетные с заостренной вершиной, длиной 10—13 см, шириной 8—40 см, сизые. Взрослые — очерёдные, черешковые, ланцетные, остроконечные, суженные к основанию, длиной 10—25 см, шириной 2—3 см, тонкие, тускло-зелёные или сизоватые.
Зонтики пазушные, 3—10-цветковые; ножки зонтиков почти цилиндрические, длиной 5—10 мм; бутоны на цветоножках, яйцевидные или продолговатые, длиной 5—7 мм, диаметром 4 мм, остроконечные, сизые; крышечка коническая, по длине равна трубке цветоложа; пыльники широко обратнояйцевидные, открываются параллельными щелями.
Плоды на ножках, кубарчатые, полушаровидные или почти грушевидные, длиной 7—8 мм, диаметром 6—7 мм; диск маленький, ободок выпуклый, утолщенный; створки дельтовидные, выдвинутые.
На родине цветёт в ноябре — декабре; на Черноморском побережье Кавказа — в июне — августе.

## Значение и применение
Очень красивое дерево, особенно в молодом возрасте. Древесина розовая, мягкая и непрочная.
В продолжительный сухой сезон года листья способны выделять сладкую манну.

## Классификация

### Представители
В рамках вида выделяют ряд подвидов:
- Eucalyptus mannifera subsp. elliptica (Blakely & McKie) L.A.S.Johnson
- Eucalyptus mannifera subsp. gullickii (R.T.Baker & H.G.Sm.) L.A.S.Johnson
- Eucalyptus mannifera subsp. maculosa (R.T.Baker) L.A.S.Johnson
- Eucalyptus mannifera subsp. manifera
- Eucalyptus mannifera subsp. praecox (Maiden) L.A.S.Johnson

### Таксономия
Вид Эвкалипт манноносный входит в род Эвкалипт (Eucalyptus) подсемейства Myrtoideae семейства Миртовые (Myrtaceae) порядка Миртоцветные (Myrtales).
|  |                                      |  |                                                             |                                                             |                    |  | ещё 13 семейств (согласно Системе APG II) | ещё 13 семейств (согласно Системе APG II)    |                                              |  |  |  | ещё 130 родов       | ещё 130 родов            |  |  |
|  |                                      |  |                                                             |                                                             |                    |  | ещё 13 семейств (согласно Системе APG II) | ещё 13 семейств (согласно Системе APG II)    |                                              |  |  |  | ещё 130 родов       | ещё 130 родов            |  |  |
|  |                                      |  |                                                             | порядок Миртоцветные                                        |                    |  |                                           |                                              | подсемейство Миртовые                        |  |  |  |                     | вид Эвкалипт манноносный |  |  |
|  |                                      |  |                                                             | порядок Миртоцветные                                        |                    |  |                                           |                                              | подсемейство Миртовые                        |  |  |  |                     | вид Эвкалипт манноносный |  |  |
|  | отдел Цветковые, или Покрытосеменные |  |                                                             |                                                             | семейство Миртовые |  |                                           |                                              | род Эвкалипт                                 |  |  |  |                     |                          |  |  |
|  | отдел Цветковые, или Покрытосеменные |  |                                                             |                                                             |                    |  |                                           |                                              |                                              |  |  |  |                     |                          |  |  |
|  |                                      |  | ещё 44 порядка цветковых растений (согласно Системе APG II) | ещё 44 порядка цветковых растений (согласно Системе APG II) |                    |  |                                           | ещё 1 подсемейство (согласно Системе APG II) | ещё 1 подсемейство (согласно Системе APG II) |  |  |  | ещё более 700 видов |                          |  |  |
|  |                                      |  |                                                             | ещё 44 порядка цветковых растений (согласно Системе APG II) |                    |  |                                           |                                              | ещё 1 подсемейство (согласно Системе APG II) |  |  |  |                     |                          |  |  |